# Fu Pao
Fu Pao (Fu Bao) legendás személy a Kína történeti korszakát megelőző, három fenség korában. Sao-tien (Shaodian) felesége, a Sárga Császár és Jen (Yan) császár anyja.

## Alakja
Életének részleteiről keveset árulnak el a történeti források. A fejedelemségek történeteiben az olvasható, hogy a ju-hsziung (youxiung) törzs főnöke, Sao-tien (Shaodian) a ju-csiao (youjiao) 有蟜 törzsből választott magának asszonyt, aki Fu Pao (Fu Bao) volt. Fu Pao (Fu Bao) pedig megszülte a Sárga Császárt és Jen (Yan) Császárt. Ezenkívül a Bambusz-évkönyvek egyik bejegyzése szerint Fu Pao (Fu Bao) egy alkalommal a szántóföldeken sétált, amikor egy hatalmas fénycsóvára lett figyelmes, amely egyenesen a „Nagy Merítő” (pej-tou (beidou) 北斗; vö. Nagy Medve) csillagképből sugárzott, és beragyogta az egész vidéket. Ezt követően teherbe esett, majd huszonöt hónapnyi terhesség után megszülte a Sárga Császárt.